# Rajons de Kuldīga
Le rajons de Kuldīga est est une ancienne unité administrative de la partie ouest de la Lettonie, dans la région de la Courlande. Les rajons ont été supprimés par la réforme administrative de 2009.

## Population (2000)
Au recensement de l'an 2000, le district avait 38 169 habitants, dont :
- Lettons et Suites: 34 818 personnes, soit 91,22 %.
- Russes :  1 281 personnes, soit  3,68 %.
- Lituaniens :    760 personnes, soit  1,99 %.
- Ukrainiens :    377 personnes, soit  0,99 %.
- Biélorusses :    301 personnes, soit  0,79 %.
- Polonais :    205 personnes, soit  0,54 %.
- Autres :    427 personnes, soit  1,12 %.

Le terme Autres inclut notamment des ressortissants issus de l'ex-URSS (Estoniens, Moldaves...), ainsi que des Rroms.

## Subdivisions

### Pilseta
- Kuldīga
- Skrunda

### Pagasts
- Alsunga
- Ēdole
- Gudenieki
- Īvande
- Kabile
- Kurmāle
- Laidi
- Nīkrāce
- Padure
- Pelči
- Raņķi
- Renda
- Rudbārži
- Rumba
- Snēpele
- Turlava
- Vārme